# Terrence Jones (Leichtathlet)
Terrence Jones (* 8. November 2002 in West End) ist ein bahamaischer Leichtathlet, der sich auf den Sprint spezialisiert hat. Aktuell ist er Inhaber des Landesrekordes im 100-Meter-Lauf.

## Sportliche Laufbahn
Erste Erfahrungen bei internationalen Meisterschaften sammelte Terrence Jones bei den CARIFTA-Games 2018 in Nassau, bei denen er in 21,69 s die Bronzemedaille im 200-Meter-Lauf in der U17-Altersklasse gewann. Im Jahr darauf sicherte er sich bei den CARIFTA-Games in George Town in 20,89 s erneut die Bronzemedaille, diesmal in der U20-Altersklasse und siegte dort in 46,29 s im 400-Meter-Lauf und gewann mit der bahamaischen 4-mal-400-Meter-Staffel in 3:14,54 min die Bronzemedaille. Anschließend schied er bei den U20-Panamerikameisterschaften in San José mit 21,26 s im Vorlauf über 200 Meter aus und belegte mit der 4-mal-100-Meter-Staffel in 40,33 s den vierten Platz. Zudem qualifizierte er sich über 200 Meter für die Weltmeisterschaften in Doha und wurde dort in der ersten Runde wegen einer Bahnübertretung disqualifiziert. 2020 begann er ein Studium an der Texas Tech University in Lubbock und siegte im Jahr darauf in 10,47 s bei den U20-NACAC-Meisterschaften in San José im 100-Meter-Lauf und gewann in 21,18 s die Silbermedaille über 200 Meter. Zu Beginn der Hallensaison 2022 stellte Jones in Lubbock mit 6,45 s einen neuen Landesrekord im 60-Meter-Lauf auf, womit er Warren Fraser als Rekordhalter ablöste, und rangiert damit auf Platz neun der ewigen Bestenliste. Im Jahr darauf wurde er NCAA-College-Hallenmeister über 60 Meter und im Juli erreichte er bei den U23-NACAC-Meisterschaften in San José das Finale über 200 Meter, in dem er nicht mehr an den Start ging und mit der 4-mal-100-Meter-Staffel in 39,59 s die Silbermedaille gewann. Anschließend schied er bei den Weltmeisterschaften in Budapest mit 10,32 s im Vorlauf über 100 Meter aus. 2024 wurde er erneut NCAA-Hallenmeister über 60 Meter und auch über 200 Meter. Im August nahm er über 100 Meter an den Olympischen Sommerspielen in Paris teil und schied dort mit 10,31 s in der ersten Runde aus.
2019 wurde Jones bahamaischer Meister im 200-Meter-Lauf sowie 2022 und 2023 über 100 Meter.

## Persönliche Bestleistungen
- 100 Meter: 9,91 s (+1,0 m/s), 15. April 2023 in Gainesville (bahamaischer Rekord)
  - 60 Meter (Halle): 6,45 s, 15. Januar 2022 in Lubbock (bahamaischer Rekord)
- 200 Meter: 19,87 s (+0,9 m/s), 9. Juni 2023 in Austin
  - 200 Meter (Halle): 20,21 s, 24. Februar 2024 in Lubbock (bahamaischer Rekord)
- 400 Meter: 46,29 s, 20. April 2019 in George Town